# موريس فريدريك بيل
موريس فريدريك بيل (بالإنجليزية: Morris Frederick Bell)‏ هو مهندس معماري أمريكي، ولد في 8 أغسطس 1849 في هاجرستاون في الولايات المتحدة، وتوفي في 2 أغسطس 1929 في فولتون في الولايات المتحدة.